# Avsiktsadverbial
Ett avsiktsadverbial som inte utgör en final bisats (avsiktsbisats) kan oftast ses som härlett ur en sådan. Det vanligaste fallet är att bisatsen ersätts med en infinitiv, vilket nästan obligatoriskt sker om de båda predikaten har ett identiskt subjekt, till exempel Han reste sig för att hålla tal. Även prepositionsfras med för + verbalnomen förekommer: För erhållande av bästa resultat, lacka ytan tre gånger.